# Sphincter œsophagien inférieur
 (février 2023).
Améliorez-le ou discutez des points à vérifier. 
Le sphincter œsophagien inférieur est le sphincter inférieur de l'œsophage, séparant ce dernier de la région cardiale de l'estomac.
Ce sphincter répond plus à des critères fonctionnels qu'anatomiques, c'est-à-dire qu'aucune structure macroscopique particulière ne le différencie du reste de l'œsophage. Ce sont en fait ses caractéristiques physiologiques qui lui permettent d'assurer sa fonction (tonus élevé des fibres musculaires lisses au repos, influencé par de nombreuses substances).
Il est, à l'état de repos, totalement fermé, empêchant le liquide gastrique de remonter dans l'œsophage, et s'ouvre lors de la déglutition pour laisser passer le bol alimentaire. L'étanchéité de la jonction œsogastrique est assurée par le sphincter et la position intra-abdominale stricte du cardia, portion supérieure de l'estomac, qui assure mécaniquement la fermeture du sphincter. 
Dans certaines conditions (médicaments, certains aliments…), son tonus au repos diminue et il permet alors au suc gastrique de remonter et la muqueuse œsophagienne est exposée à l'acidité de ce suc. Ce reflux gastro-œsophagien se manifeste fréquemment par un pyrosis (sensation de brûlure ascendante rétrosternale).
Chez le cheval, le sphincter œsophagien inférieur ne s'ouvre que pour laisser passer le bol alimentaire vers l'estomac ; le cheval n'est ainsi pas capable de vomir.